# Dyscritomyia hawaiiensis
Dyscritomyia hawaiiensis är en tvåvingeart som beskrevs av Grimshaw 1901. Dyscritomyia hawaiiensis ingår i släktet Dyscritomyia och familjen spyflugor. Inga underarter finns listade i Catalogue of Life.